# Association Sportive Salé

## História
O clube foi fundado em 1928. Em 2002, o clube fundiu-se com outro clube da cidade, o Sporting Salé.

## Títulos
| NACIONAIS | NACIONAIS  | NACIONAIS | NACIONAIS   |
|           | Competição | Títulos   | Temporadas  |
| --------- | ---------- | --------- | ----------- |
| Marrocos  | Botola 2   | 2         | 1984, 2008. |

### Destaques
- 3° colocado no Botola 2003-04